# Luise Rainer

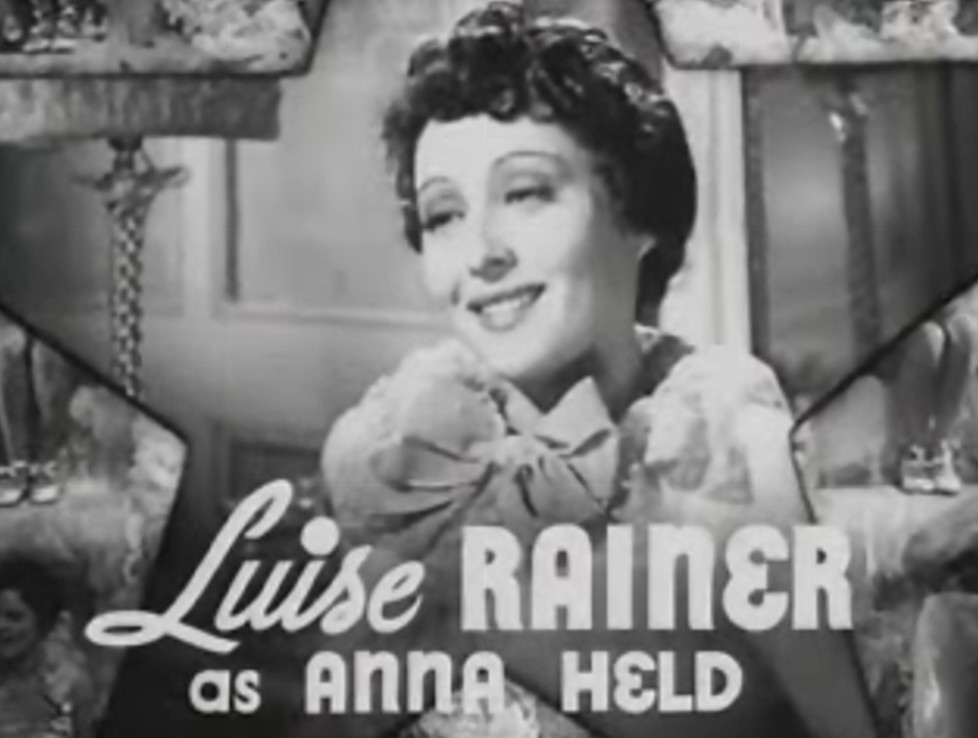
Rainer in The Great Ziegfeld (1936)

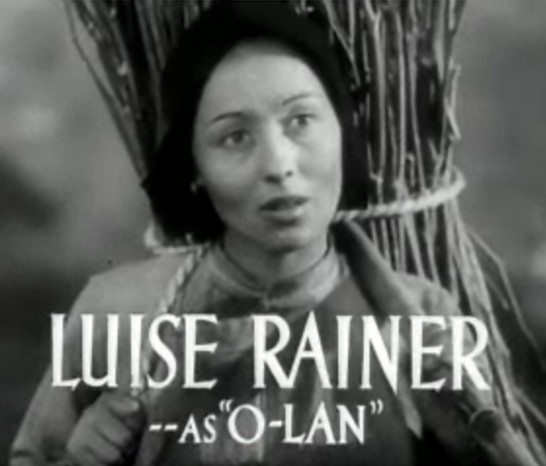
Rainer in The Good Earth (1937)

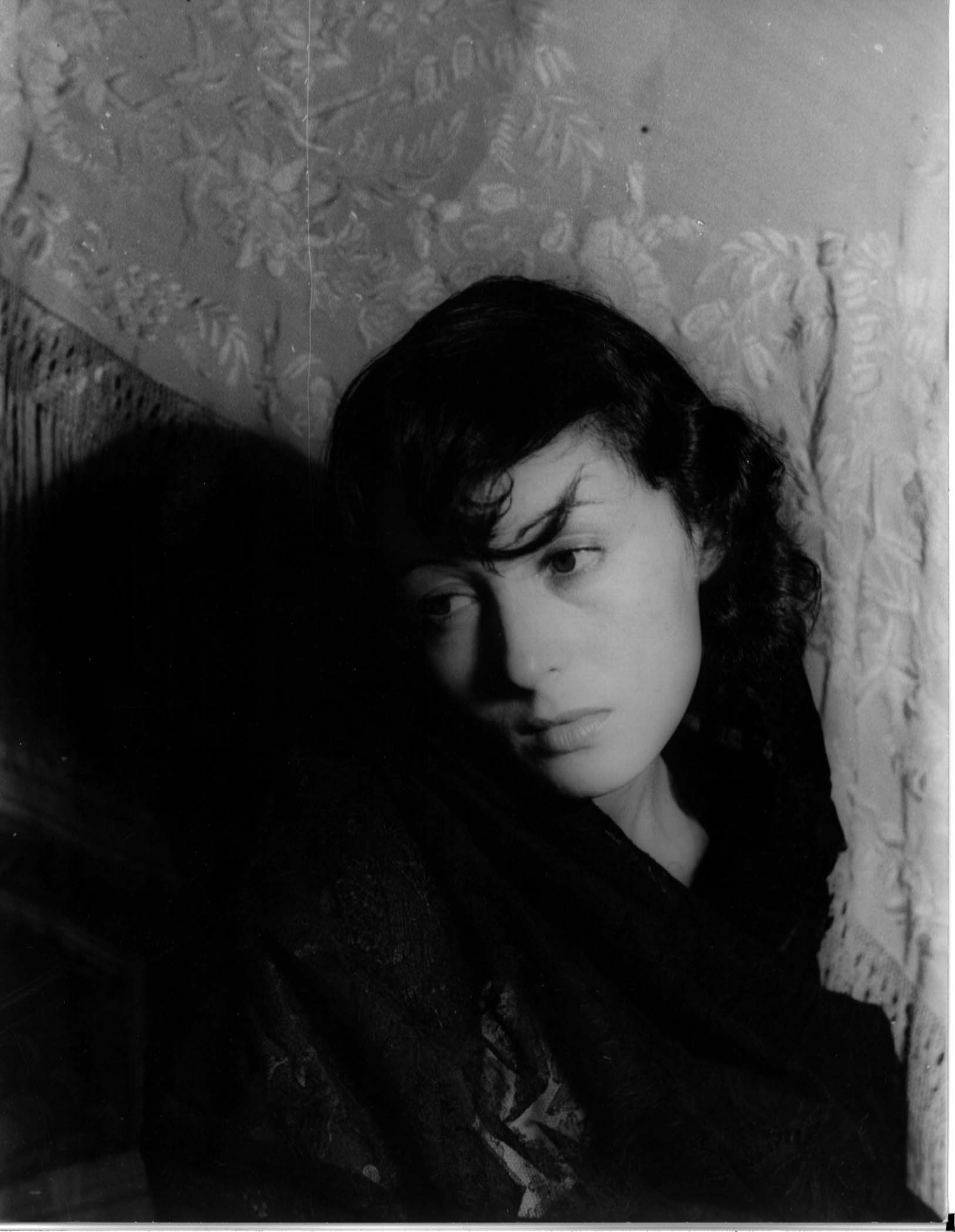
Rainer in 1937

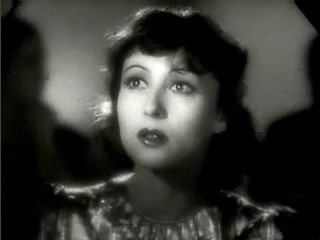
Rainer in Dramatic School (1938)

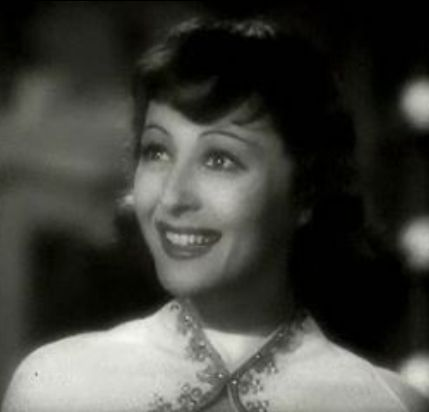
Rainer in 1938

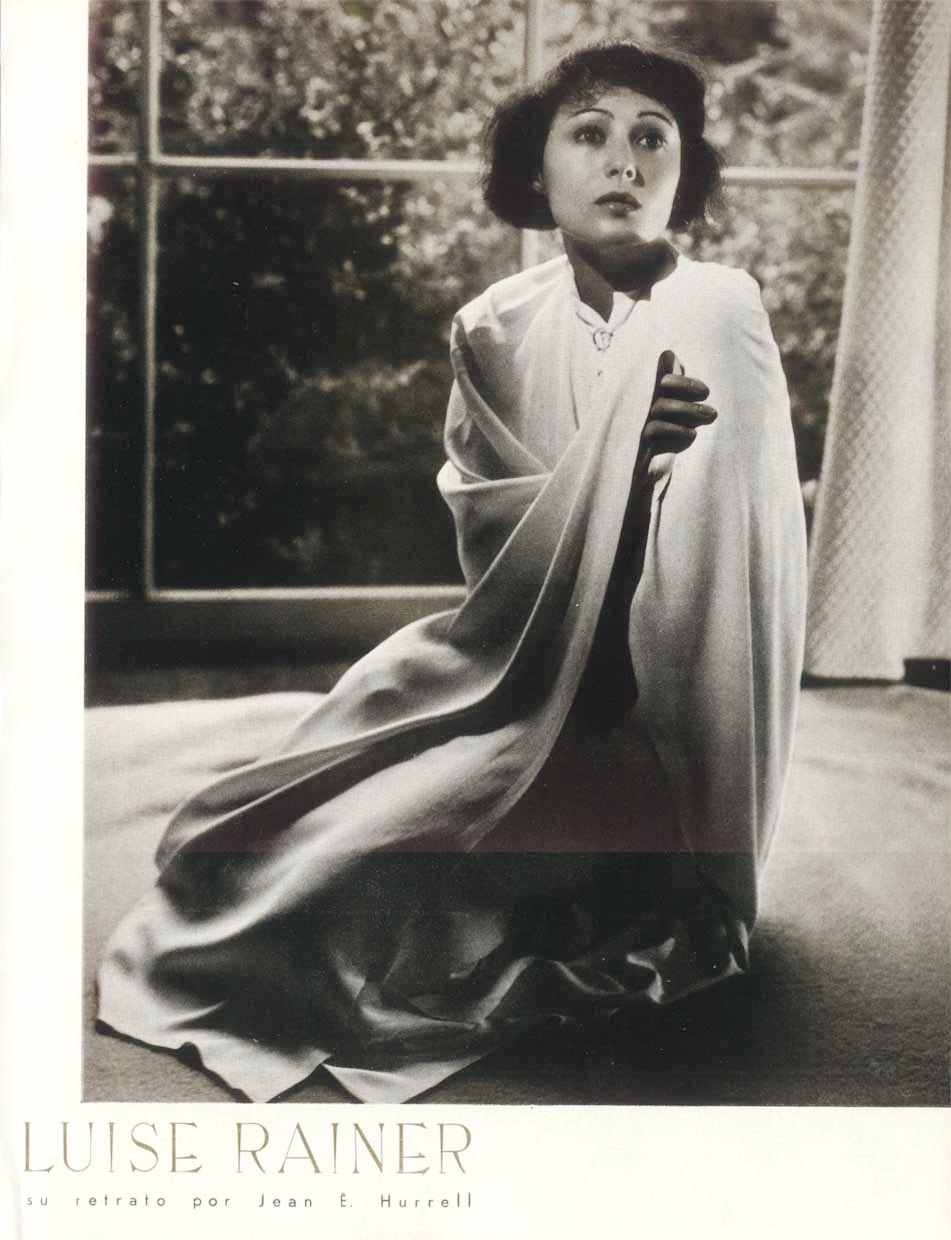
Publiciteitsfoto uit 1937

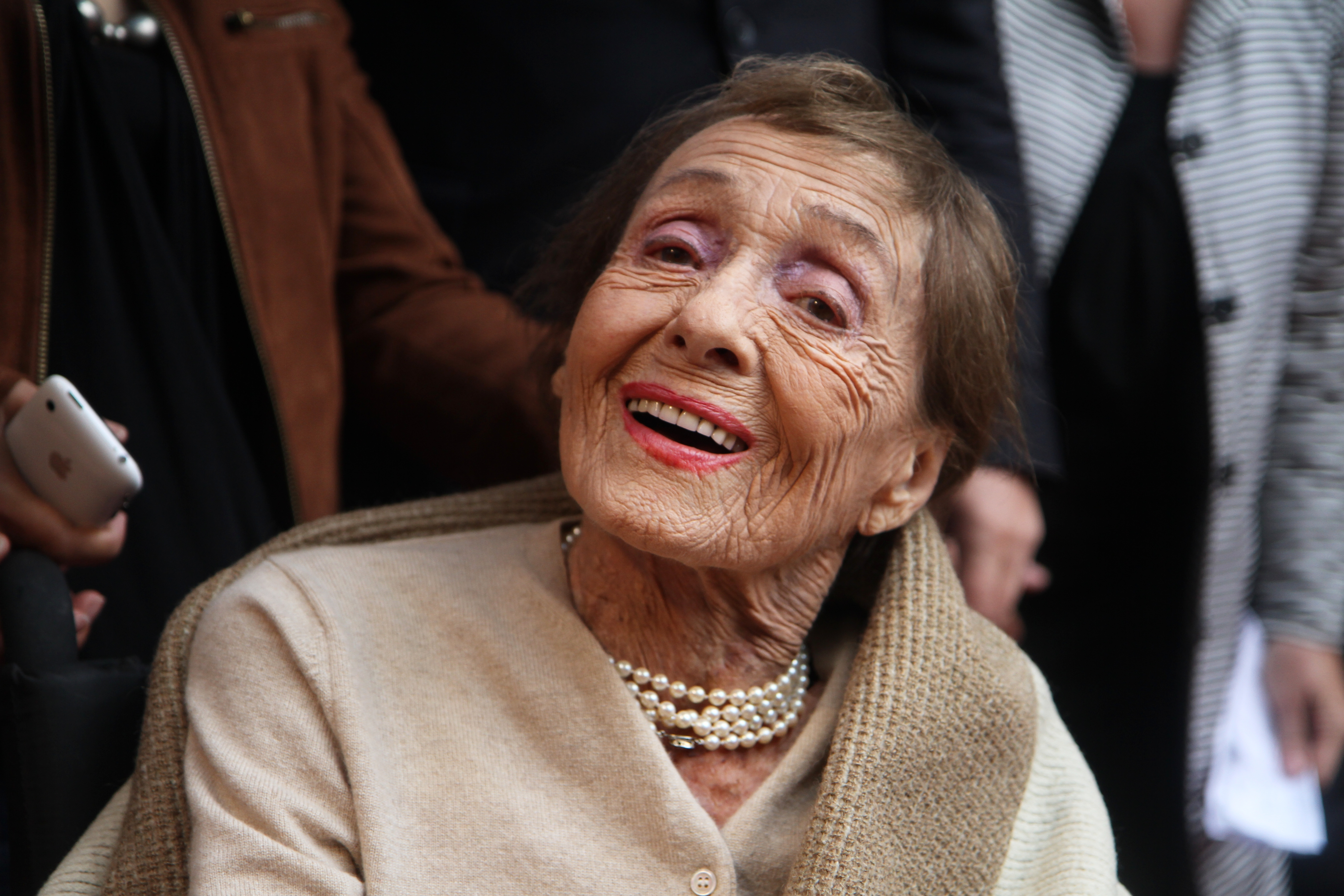
Luise Rainer als 101-jarige in Hollywood

Luise Rainer (Düsseldorf, 12 januari 1910 – Londen, 30 december 2014) was een Duits-Amerikaanse actrice. Ze won twee Oscars.

## Biografie

### Jeugd en vroege carrière
Rainer werd te vroeg geboren. Haar vader was de Amerikaanse Heinrich Rainer en haar moeder heette Emmy Königsberger. Ze groeide op binnen een joodse familie te Wenen en was als tiener al vastberaden om actrice te worden. In 1928 kwam haar acteerdebuut in een klein theater.
Rainer werd na enkele optredens in 1928 ontdekt door de legendarische theaterproducent Max Reinhardt. Hij gaf haar rollen in grootse toneelstukken in Wenen en Berlijn. Aan het begin van de jaren dertig was ze om die reden al uitgegroeid tot een befaamde theateractrice. In 1932 volgde haar filmdebuut, met een bijrol in de Duitse film Sehnsucht 202. Ze bouwde binnen een korte periode een veelbelovende carrière op. Al een jaar later speelde ze haar eerste hoofdrol, in Heut' kommt's drauf an (1933). Hierna vertrok ze echter naar de Verenigde Staten.
Het is niet geheel zeker waarom Rainer naar Amerika emigreerde. De meeste bronnen vertellen dat ze dit deed nadat Adolf Hitler de macht greep in Duitsland. Om die reden zou een einde zijn gekomen aan Rainers carrière en hoopte ze in het buitenland meer succes als actrice te hebben. Zelf schreef ze dat ze naar Amerika verhuisde omdat ze wilde wonen in een land dat vanuit een democratie werd bestuurd. Ze zou gekozen hebben voor Amerika omdat haar vader daar inmiddels ook al naartoe geëmigreerd was voor zijn baan. Weer een andere bron meldt dat een producent van de Amerikaanse filmstudio Metro-Goldwyn-Mayer Rainer zag op het podium in Europa en haar onmiddellijk een filmcontract aanbood. Deze producent hoopte dat een nieuwe Europese actrice net zo populair zou kunnen worden als de Zweedse Greta Garbo.
Hoewel er veel onduidelijkheden zijn is het duidelijk dat Rainer bij aankomst in de Verenigde Staten een filmcontract kreeg bij MGM. Ze kreeg de vrouwelijke hoofdrol in de film Escapade (1935), die in eerste instantie was weggelegd voor actrice Myrna Loy. Loy was echter van mening dat het een slechte film zou worden. Daarom besloten de producenten haar te vervangen met nieuwkomer Rainer, die hiermee haar Amerikaanse filmdebuut maakte. Tijdens de opnames kreeg ze veel advies van haar tegenspeler William Powell, een acteur naast wie ze nog regelmatig gecast werd. Hoewel de film slecht werd ontvangen, werd Rainer meteen opgemerkt door critici. Het dagblad The New York Times noemde haar acteerspel "veelbelovend" en vergeleek haar met de destijds geprezen actrice Elisabeth Bergner.

### Roem
Omdat de samenwerking succesvol verliep, werden Powell en Rainer opnieuw naast elkaar gecast in de musicalfilm The Great Ziegfeld (1936). Hoewel de rol relatief klein was, werd Rainer geprezen door critici. Volgens publicisten werd een van haar bekendste scènes in de film gebruikt als voorbeeld voor nieuwkomers bij de filmstudio. Producenten gaven de beginnende actrices de opdracht de scène goed te analyseren en ervan te leren. Daarnaast won ze een Oscar voor Beste Actrice en versloeg daarmee de andere genomineerden Carole Lombard, Norma Shearer, Irene Dunne en Gladys George. Het was een prestigieuze filmprijs, maar Rainer biechtte later op dat het weinig indruk op haar had gemaakt. Rainer werd ondertussen verliefd op toneelschrijver Clifford Odets. Ze trouwden uiteindelijk in 1937.
Hoewel Rainer in een korte periode was uitgegroeid tot een bekende ster, sprak ze niet lovend over Hollywood. Ze vertelde regelmatig geïrriteerd te zijn door het materialisme dat er heerste. In latere interviews zei ze dat destijds alles draaide om het uiterlijk en je werd beoordeeld op wat voor kleding je droeg. Daarnaast vertelde ze dat ze gedwongen was een imago aan te nemen en daarom in haar periode in Hollywood nooit had laten zien wie ze werkelijk was. Zelf probeerde ze deze gewoontes te breken door regelmatig in tweedehands kleren en zonder make-up op straat te lopen.
In 1936 kreeg ze de opdracht van Irving Thalberg de vrouwelijke hoofdrol te spelen in The Good Earth (1937). Ze speelde hierin naast Paul Muni, die eerder ook een Oscar in ontvangst mocht nemen. Om zich goed voor te bereiden op de vertolking van een arme Chinese vrouw, observeerde ze regelmatig de handelingen van Chinezen in de Chinese wijk van San Francisco. Om qua uiterlijk ook te lijken op een Chinese vrouw, verloor ze veel gewicht en droeg ze nauwelijks make-up.
Nadat de film werd uitgebracht, wist Rainer opnieuw indruk te maken op critici. Ze kreeg wederom een Oscarnominatie, maar was hier niet tevreden over. Volgens enkele bronnen weigerde ze de ceremonie bij te wonen en bleef die avond thuis. Louis B. Mayer, de baas van MGM, was razend toen hij dit hoorde en dwong haar alsnog te komen. Hoewel Rainer in eerste instantie vertelde alleen mee te willen komen als er zekerheid was dat ze zou winnen, gaf ze toe aan zijn wensen. In een interview uit 2003 zei ze echter dat ze niet op de hoogte werd gesteld van de uitreiking en om die reden te laat was. Ze won uiteindelijk de prijs en was hiermee de eerste acteur die twee keer op rij de Oscar won.

### Vloek van de Oscar
Op dat moment hadden de filmmakers hun rug al naar Rainer gekeerd. Ze werd bestempeld als een actrice met wie moeilijk te werken viel. Het publiek verwachtte dat Rainer enkel fenomenale acteerprestaties zou leveren in geprezen films. Ze kon echter niet aan deze verwachtingen voldoen. Mayer weigerde haar rollen te geven in de films waar ze zelf enthousiast over was en dwong haar mee te werken aan projecten waar ze op neerkeek. Hij wilde haar het imago geven van een modieuze en betoverende actrice met stijl, maar zij voelde zich er niet gemakkelijk bij.
Na haar rol in The Good Earth, werd ze voor de derde en laatste keer naast Powell gecast in The Emperor's Candlesticks (1937). De film werd een flop en menig criticus beweerde dat Rainer te veel talent zou hebben voor "dit soort matige films". Ook haar volgende film Big City wist geen indruk te maken op het publiek en ging vrijwel onopgemerkt voorbij.
Rainer maakte er geen geheim van dat ze dacht dat het winnen van twee Oscars de reden was dat er een einde haar carrière kwam. Ze had regelmatig onenigheid met Mayer over de scripts van haar opkomende films, waaronder The Bride Wore Red (1937). Toen hij besloot haar personage in die film van prostituee te veranderen in een gelukkige dame, was de maat voor haar vol. Ze weigerde nog langer mee te werken in de film en werd uiteindelijk vervangen door Joan Crawford.
Rainer vroeg Mayer de rol van Nora te mogen spelen in een filmbewerking van het toneelstuk A Doll’s House. Ook verlangde ze ernaar Marie Curie te vertolken in een biografische film. Hij gaf haar echter geen toestemming en droeg haar op mee te werken aan de kostuumdrama The Toy Wife. Mayer was zich ervan bewust dat het resultaat geen succes zou worden, maar beschouwde het zelf als een straf voor Rainer, die kort daarvoor tevergeefs om een salarisverhoging had gevraagd. De film werd een grote flop en Rainer kreeg veel kritiek voor de mislukte vertolking van een meid uit het zuiden van de Verenigde Staten. Desondanks vertelde Rainer later er positief op terug te kijken. Dit was volgens de actrice voornamelijk te danken aan de succesvolle samenwerking met tegenspeler Melvyn Douglas.
Haar volgende film The Great Waltz (1938) bracht weliswaar veel geld op, maar Rainer ging onopgemerkt voorbij. Hierna werd ze toegewezen als Greer Garsons vervangster in Dramatic School (1938). Het zou haar laatste film voor MGM worden. Ze verliet hierna Hollywood en plande om nooit meer terug te keren.

### Latere carrière
Er bestaan verschillende theorieën over waarom Rainer in 1938 de filmindustrie verliet. Zo wordt er geschreven dat er hierna geen filmrollen meer waren die geschikt voor haar zouden zijn. Een andere bron meldt dat Mayer haar ontsloeg en op de zwarte lijst zette, nadat ze om betere filmrollen vroeg. Rainer vertelde zelf in een interview dat ze het niet langer kon verdragen in Hollywood en zelf besloot de filmindustrie te verlaten.
Rainer verhuisde met haar echtgenoot Clifford Odets naar New York. Hun huwelijk bleek echter niet te werken. Odets was haar niet trouw en had een affaire met actrice Frances Farmer. Daarnaast vertelde de actrice dat hij zich gedroeg als haar vader in plaats van haar man. Hun scheiding was op 14 mei 1940 rond. Toen de Tweede Wereldoorlog uitbrak, steunde ze samen met Eleanor Roosevelt de soldaten. Ze reisde door Europa en Noord-Afrika om de soldaten te voorzien van hun gewenste boeken. Rainer vertelde dat de ervaringen die ze tijdens de oorlog op deed, erin resulteerden dat ze over haar verlegenheid heen kwam.
In 1942 maakte ze haar debuut op Broadway, met een bijrol in A Kiss for Cinderella. Na 48 optredens kwam er een einde aan het toneelstuk. Een jaar later keerde ze eenmalig terug naar de filmindustrie, toen ze voor de filmstudio Paramount Pictures de oorlogsfilm Hostages (1943) maakte. Ze streefde ook naar de rol van María in For Whom the Bell Tolls (1943), maar deze ging naar Ingrid Bergman.
Haar comeback in Hollywood was van korte duur. In 1944 liet ze de Verenigde Staten achter om te trouwen met uitgever Robert Knittel. Hoewel ze pas sinds kort officieel een Amerikaans burger was, verhuisde ze met hem naar Europa. Ze brachten hun tijd voornamelijk door in Zwitserland, maar hadden ook een huis in Londen. In 1947 beviel ze van een dochter, die ze Francesca noemde. Ze bleven uiteindelijk getrouwd tot Knittels dood in 1989. Ze stopte met acteren om huisvrouw te worden, maar speelde in de jaren 50 en 60 nog wel enkele gastrollen op televisie. Ook keerde ze in 1950 kort terug naar Broadway, waar ze twaalf dagen lang te zien was in het toneelstuk The Lady from the Sea. In 1954 sloeg ze een aanbod af om Edith, de moeder van Anne Frank in het Amerikaanse toneelstuk The Diary of Anne Frank, te spelen.
In 1960 bood Federico Fellini haar een cameo aan in de film La dolce vita. Rainer was enthousiast over de rol, maar omwille de herschrijvingen die ze eiste, besloot Fellini haar scène uiteindelijk niet te gebruiken. Rainer was razend, omdat ze naar eigen zeggen veel tijd, geld en energie had gestoken in de voorbereidingen. In 1997 keerde ze voor de laatste keer terug naar de film, toen ze de rol van een grootmoeder speelde in een versie van The Gambler. Ze besloot hierna met pensioen te gaan, omdat ze het beledigend vond dat haar naam onderaan in de lijst van acteurs stond vermeld.
Rainer woonde in Londen, in een appartement dat naar verluidt ooit werd bewoond door actrice Vivien Leigh. Ze overleed er net vóór haar 105e verjaardag aan een longontsteking. Ze was tot haar dood de oudste nog levende (zelfs dubbele) Oscarwinnaar.

## Filmografie

### Televisie
- 1949: The Chevrolet Tele-Theatre (1 episode)
- 1951: Faith Baldwin Romance Theatre (1 episode)
- 1952: Schlitz Playhouse of Stars (1 episode)
- 1950, 1953: Lux Video Theatre (2 episoden)
- 1954: Suspense (1 episode)
- 1963: Die kleinen Füchse (ORF-opname van een voorstelling in het Theater in der Josefstadt)
- 1965: Combat! (1 episode)
- 1984: Love Boat (1 episode)
- 1998: Boulevard Bio (stergast in de ARD-talkshow)

- Bibsys: 6043823
- Biblioteca Nacional de España: XX1108400
- Bibliothèque nationale de France: cb14696533d (data)
- Gemeinsame Normdatei: 116325313
- International Standard Name Identifier: 0000 0000 8104 6756
- Library of Congress Control Number: n85151670
- Nationale Bibliotheek van Tsjechië: xx0167779
- Nationale Bibliotheek van Israël: 987007322408705171
- Istituto Centrale per il Catalogo Unico: CAGV456450
- SNAC: w6st9fdd
- Système universitaire de documentation: 254454860
- Virtual International Authority File: 25350801
- WorldCat: E39PBJw4CGjGGkgKb9XJ7pJYyd